# Йохансенит
Йохансенит (также йогансенит, англ. Johannsenite) — минерал, силикат кальция и марганца. Относится к пироксенам. Назван в честь Альберта Йохансена, петролога, профессора Чикагского университета.

## Свойства
Йохансенит — минерал с твердостью по шкале Мооса 6. Встречается в виде сросшихся в агрегаты призматических кристаллов длиной до 10 см. Йохансенит открыт в 1932 году Вальдемаром Шеллером в Мексике.

## Название на других языках
- нем. Johannsenit;
- исп. Johannsenita;
- англ. Johannsenite.